# 清水大典
清水 大典（しみず だいすけ、1915年12月6日 - 1998年8月19日）は日本の菌類学者である。「原色 冬虫夏草図鑑」(1994)を出版するなど、昆虫の成虫や蛹、幼虫に寄生する冬虫夏草などのノムシタケ属の研究で知られる。

## 略歴
埼玉県秩父市に生まれた。旧制秩父農林学校を卒業後、独学で植物学を学び、東京大学理学部小石川植物園などで働き、1940年には満州国大陸科学院植物研究室に奉職した。戦後は小石川植物園に復職した後、埼玉県下のシイタケ試験場、服部植物研究所などを経て、山形県米沢市立博物館で働き、米沢市営白布温泉熱帯植物園園長などを務めた。1968年、斎藤茂吉文化賞を受賞した。

## 著書
- 清水大典: 山菜全科―採取と料理 (1967)
- 清水大典: 原色きのこ全科―見分け方と食べ方 (1968)
- 清水大典: 本草酒―草木・果実・きのこの酒つくり方と効用 (1977)
- 清水大典: 原色きのこ (1979)
- 清水大典: 冬虫夏草 (1979) グリーンブックス〈51〉
- 小林義雄、清水大典: 冬虫夏草菌図譜 (1983)
- 清水大典: 薬酒・果実酒全科―本草酒のつくり方と効用 (1983)
- 清水大典: 原色 しゅんの山菜 (1986)
- 清水大典、伊沢正名: きのこ 見分け方食べ方 (1988)
- 清水大典、会田 民雄: 山菜―見分け方 食べ方 (1990)
- 清水大典、安藤 博果: 実酒・薬酒―作り方楽しみ方 (1991)
- 清水大典: 原色 冬虫夏草図鑑 (1994)
- 清水大典: 冬虫夏草図鑑―カラー版 (1997)
- 清水大典: 山菜全科―採取と料理(2000)